# Чемпионат мира по настольному теннису 1937
Чемпионат мира по настольному теннису 1937 года прошёл с 1 по 7 февраля в курортном городе Баден (Австрия).

## Победители в женском одиночном разряде
Финальный матч за первое место в женском одиночном разряде между Рут Ааронс (США) и Гертрудой Притци (Австрия) был остановлен согласно правилам тех времен через 1 час и 45 минут, обе спортсменки были дисквалифицированы и награды за первое и второе места не были вручены. Однако, в 2001 году, после смерти обеих спортсменок, Международная федерация настольного тенниса приняла решение считать их обеих сочемпионками и золотыми медалистками.

## Медалисты
| Разряд                   | Золото                                                            | Серебро                                                                              | Бронза                                                                                    |
| ------------------------ | ----------------------------------------------------------------- | ------------------------------------------------------------------------------------ | ----------------------------------------------------------------------------------------- |
| Мужской одиночный разряд | Рихард Бергман                                                    | Алойзы Эрлих                                                                         | Ханс Хартингер                                                                            |
| Мужской одиночный разряд | Рихард Бергман                                                    | Алойзы Эрлих                                                                         | Ференц Шоош                                                                               |
| Женский одиночный разряд | Рут Ааронс Гертруда Притци                                        |                                                                                      | Мария Кеттнерова                                                                          |
| Женский одиночный разряд | Рут Ааронс Гертруда Притци                                        | Хильде Бусман                                                                        |                                                                                           |
| Мужской парный разряд    | Роберт Блаттнер Джеймс Макклёр                                    | Рихард Бергман Хельмут Гёбель                                                        | Мирослав Хамр Франтишек Ганец Пивец                                                       |
| Мужской парный разряд    | Роберт Блаттнер Джеймс Макклёр                                    | Рихард Бергман Хельмут Гёбель                                                        | Адольф Слар Вацлав Тереба                                                                 |
| Женский парный разряд    | Власта Депетрисова Вера Вотрубцова                                | Маргарет Осборн Венди Вудхед                                                         | Лилиан Хатчингс Штефани Верле                                                             |
| Женский парный разряд    | Власта Депетрисова Вера Вотрубцова                                | Маргарет Осборн Венди Вудхед                                                         | Мария Кеттнерова Аннемари Шульц                                                           |
| Микст                    | Богумил Ваня Вера Вотрубцова                                      | Станислав Коларж Мария Смидова                                                       | Геза Эрош Анджелика Аделстейн                                                             |
| Микст                    | Богумил Ваня Вера Вотрубцова                                      | Станислав Коларж Мария Смидова                                                       | Эйб Беренбаум Эмили Фуллер                                                                |
| Мужской командный турнир | США · Эйб Беренбаум · Роберт Блаттнер · Джеймс Макклёр · Сол Шифф | Венгрия · Виктор Барна · Ласло Беллак · Иштван Ловаси · Ференц Шоош · Миклош Сабадош | Чехословакия · Павел Ловы · Мирослав Гамр · Станислав Коларж · Адольф Слар · Богумил Ваня |
| Женский командный турнир | США · Рут Ааронс · Эмилу Фуллер · Долорес Куэнз · Джесси Пёрвес   | Германия · Хильде Буссман · Аннемари Шульц · Астрид Хобом                            | Чехословакия · Мария Кеттнерова · Власта Депетрисова · Вера Вотрубцова · Подгаецка        |